# Les Trois Brestoises
Pour plus de détails, voir Fiche technique et Distribution.
Les trois Brestoises est un téléfilm français réalisé par Stéphane Kappes d'après un scénario de Nicolas Jean et Anne-Charlotte Kassab.
Cette fiction policière, adaptée des romans de Pierre Pouchairet, est une coproduction de La Dame de Cœur (Effervescence Groupe) et Effervescence Fiction pour France Télévisions.

## Fiche technique
Sauf indication contraire, les informations mentionnées dans cette section peuvent être confirmées par les bases de données cinématographiques  présentes dans la section « Liens externes ».
- Titre français : Les trois Brestoises
- Réalisation : Stéphane Kappes[1],[2],[3],[4],[5],[6]
- Scénario : Nicolas Jean et Anne-Charlotte Kassab[1],[2],[4]
- Photographie : Sophie Ardisson[4]
- Production : Simone Harari Baulieu et Judith Naudet-Baulieu[1],[2],[4]
- Sociétés de production : La Dame de Cœur (Effervescence Groupe) et Effervescence Fiction[1],[3],[4],[5]
- Pays de production :  France
- Langue originale : français
- Format : couleur
- Genre : policier[1]
- Durée : 90 minutes[1],[4]
- Dates de première diffusion :

## Distribution
- Déborah Krey : Leanne Vallauri, directrice de la Police judiciaire du département du Finistère
- Charlotte Gaccio : Vanessa Fabre, la psycho-criminologue
- Garance Thénault : Élodie Quille, la légiste
- Vincent Heneine : Lionel Le Roux
- Yvan Le Bolloc'h : commissaire de police Pierre Pouchet
- Noé Besin : Isaac Lahelec
- Janis Abrikh : Erwan Carroff

## Production

### Genèse et développement
Cette fiction policière, adaptée de la collection de romans du même titre de Pierre Pouchairet parue aux Éditions du Palemon, est une coproduction de La Dame de Cœur (Effervescence Groupe) et Effervescence Fiction pour France Télévisions, réalisée avec le soutien de Bretagne Cinéma,,,,,,.
Le scénario est de la main de Nicolas Jean et Anne-Charlotte Kassab, et la réalisation est assurée par Stéphane Kappes,,.
La production est assurée par Simone Harari Baulieu et Judith Naudet-Baulieu pour La Dame de Cœur (Effervescence Groupe) et Effervescence Fiction,,.

### Attribution des rôles
Les trois Brestoises sont interprétées par Déborah Krey, Charlotte Gaccio et Garance Thénault tandis que le rôle du commissaire de police Pierre Pouchet est tenu par le Brestois Yvan Le Bolloc'h : « Pour le rôle du commissaire, il fallait un régional de l'étape. Je joue le rôle d'un commissaire de police, Pierre Pouchet, qui se pique d'écrire des polars. Il profite de son expérience sur le terrain pour trouver son inspiration. C'est basé sur une série de quinze livres de Pierre Pouchairet, qui vit dans le Sud-Finistère, un Berrichon marié avec une Quimpéroise. Un ancien policier qui est présent sur le tournage. C'est une collection qui se passe dans plusieurs localités bretonnes. Un scénariste, Nicolas Jean, l'a repéré lors d'un salon du livre. L'adaptation, effectuée également par Anne-Charlotte Kassab, a été faite pour Brest. ».

### Tournage
Le tournage se déroule du 13 juin au 11 juillet 2025 à Brest et dans ses environs, en région Bretagne, avec le soutien de Bretagne Cinéma,,,,.
Des scènes sont tournées au Conquet, dans les abers, sur les quais du port de Brest, dans le téléphérique brestois, à Plouzané et à Lannilis. À Brest, pour la première fois de son histoire, le téléphérique a été arrêté, pour les besoins d'une scène,.
Marie-Anne Leverbe, directrice de production pour La Dame de Cœur, assure : « 100 % du tournage est réalisé à Brest et sa région. Nous travaillons également avec 80 % de techniciens bretons et 200 figurants du coin. Nous avons transformé la bibliothèque La Pérouse, à Plouzané, en siège de la Police judiciaire ! C'est un endroit superbe, et beaucoup de scènes s'y dérouleront. ».
L'auteur Pierre Pouchairet suit assidûment le tournage entamé le 13 juin : « C'est formidable de pouvoir voir son travail adapté, je suis vraiment ravi. ».